# Uchida Kenta
Uchida Kenta (内田 健太 Uchida Kenta, sinh ngày 2 tháng 10 năm 1989 ở Yokkaichi, Mie) là một cầu thủ bóng đá người Nhật Bản thi đấu cho Nagoya Grampus.

## Sự nghiệp
Ngày 22 tháng 12 năm 2016, Uchida ký hợp đồng với Nagoya Grampus sau 2 năm tại Ehime FC.

## Thống kê sự nghiệp

### Câu lạc bộ
Tính đến trận đấu diễn ra ngày 20 tháng 9 năm 2017
| Câu lạc bộ             | Mùa giải            | Giải vô địch        | Giải vô địch | Giải vô địch | Cúp Quốc gia | Cúp Quốc gia | Cúp Liên đoàn | Cúp Liên đoàn | Châu lục | Châu lục  | Khác    | Khác      | Tổng    | Tổng      |
| Câu lạc bộ             | Mùa giải            | Hạng đấu            | Số trận      | Bàn thắng    | Số trận      | Bàn thắng    | Số trận       | Bàn thắng     | Số trận  | Bàn thắng | Số trận | Bàn thắng | Số trận | Bàn thắng |
| ---------------------- | ------------------- | ------------------- | ------------ | ------------ | ------------ | ------------ | ------------- | ------------- | -------- | --------- | ------- | --------- | ------- | --------- |
| Sanfrecce Hiroshima    | 2008                | J2 League           | 0            | 0            | 0            | 0            | -             | -             | -        | -         | -       | -         | 0       | 0         |
| Sanfrecce Hiroshima    | 2009                | J1 League           | 0            | 0            | 0            | 0            | 0             | 0             | -        | -         | -       | -         | 0       | 0         |
| Sanfrecce Hiroshima    | Tổng                | Tổng                | 0            | 0            | 0            | 0            | 0             | 0             | -        | -         | -       | -         | 0       | 0         |
| Ehime FC               | 2009                | J2 League           | 12           | 0            | 1            | 0            | -             | -             | -        | -         | -       | -         | 13      | 0         |
| Ehime FC               | 2010                | J2 League           | 20           | 4            | 1            | 0            | -             | -             | -        | -         | -       | -         | 21      | 4         |
| Ehime FC               | 2011                | J2 League           | 26           | 2            | 2            | 1            | -             | -             | -        | -         | -       | -         | 28      | 3         |
| Ehime FC               | 2012                | J2 League           | 31           | 2            | 1            | 0            | -             | -             | -        | -         | -       | -         | 32      | 2         |
| Ehime FC               | Tổng                | Tổng                | 89           | 8            | 5            | 1            | -             | -             | -        | -         | -       | -         | 94      | 9         |
| Shimizu S-Pulse        | 2013                | J1 League           | 2            | 1            | 0            | 0            | 2             | 0             | –        | –         | –       | –         | 4       | 1         |
| Shimizu S-Pulse        | 2014                | J1 League           | 0            | 0            | 0            | 0            | 0             | 0             | –        | –         | –       | –         | 1       | 0         |
| Shimizu S-Pulse        | 2015                | J1 League           | 1            | 0            | 0            | 0            | 0             | 0             | –        | –         | –       | –         | 1       | 0         |
| Shimizu S-Pulse        | Tổng                | Tổng                | 3            | 1            | 0            | 0            | 2             | 0             | -        | -         | -       | -         | 5       | 1         |
| Kataller Toyama (mượn) | 2014                | J2 League           | 30           | 1            | 1            | 1            | –             | –             | –        | –         | –       | –         | 32      | 2         |
| Ehime FC               | 2015                | J2 League           | 17           | 4            | 0            | 0            | –             | –             | –        | –         | –       | –         | 17      | 4         |
| Ehime FC               | 2016                | J2 League           | 38           | 3            | 0            | 0            | –             | –             | –        | –         | –       | –         | 38      | 3         |
| Ehime FC               | Tổng                | Tổng                | 55           | 7            | 0            | 0            | -             | -             | -        | -         | -       | -         | 55      | 7         |
| Nagoya Grampus         | 2017                | J2 League           | 18           | 1            | 3            | 0            | –             | –             | –        | –         | 0       | 0         | 21      | 1         |
| Tổng cộng sự nghiệp    | Tổng cộng sự nghiệp | Tổng cộng sự nghiệp | 195          | 18           | 9            | 0            | 2             | 0             | -        | -         | 0       | 0         | 206     | 18        |